# Reino de Siquim
Reino de Siquim foi uma monarquia hereditária existente de 1642 a 16 de maio de 1975 no Himalaia Oriental. Foi governado pelos reis Chogyal.

## História

### Domínio nepalês
Em meados do século XVIII Siquim foi invadido pelo Nepal (então Reino Gorkha) e esteve sob o domínio Gorkha por mais de 25 anos. Entre 1785 e 1815, quase 100.000 nepaleses étnicos do leste e do centro do Nepal migraram para Siquim e se estabeleceram após prometer lealdade ao Chogyal. No entanto, com a chegada dos ingleses na vizinha Índia, Siquim aliou-se com eles uma vez que tinham um inimigo comum - o Nepal. Os nepaleses enfurecidos atacaram Siquim como vingança, invadindo a maior parte da região, incluindo o Terai. Isto levou a Companhia Britânica das Índias Orientais a atacar o Nepal em 1814, resultando na Guerra Anglo-Nepalesa. O Tratado de Sugauli entre o Reino Unido da Grã-Bretanha e Irlanda e o Nepal e o Tratado de Titalia entre Siquim e a Índia britânica retornou o território anexado pelos nepaleses a Siquim em 1817.

### Protetorado anglo-indiano e fusão com a Índia
Nos termos do Tratado de Tumlong de 1861, Siquim tornou-se um protetorado britânico, e em seguida um protetorado indiano em 1950. Siquim foi fundido formalmente com a Índia em 1975 depois de um referendo sobre a monarquia e tornou-se um dos estados da Índia.
A fusão pró-Índia deveu-se à comunidade hindu nepalesa de Siquim.   A China e o Paquistão tinham vínculos com os Chogyal de Siquim o que levou à intervenção indiana.  Para solicitar assistência militar, um dispositivo de comunicação ligados ao Paquistão e a China estava disponível, no entanto, os Chogyal não o utilizaram. 

## Cultura e religião
Na cultura e na religião, Siquim estava ligada intimamente com o Tibete, de onde seu primeiro rei migrou, e o Butão, com o qual compartilha fronteiras. A presença de uma grande população de etnia nepalesa, principalmente do Nepal oriental e central, conduz também a ligações culturais com o Nepal.